# Chalán
Chalán è un comune della Colombia facente parte del dipartimento di Sucre.
L'abitato venne fondato da Francisco Javier Chamorro, Gregorio Barreto, Pedro Mendoza e Ceferino Díaz nel 1745.